# 小倉遊亀

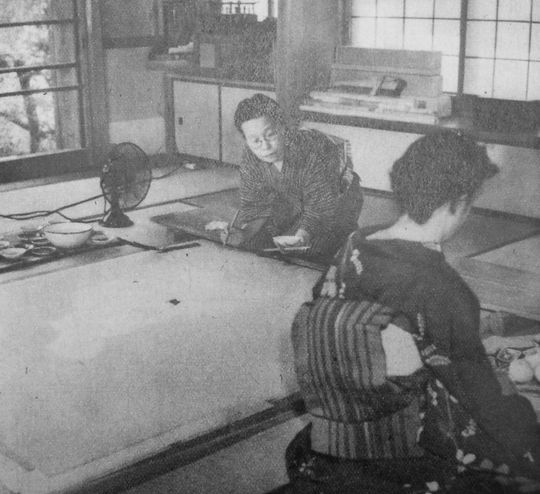
1948年

小倉 遊亀（おぐら ゆき、1895年3月1日 - 2000年7月23日）は、日本画家。本名はゆき。旧姓は溝上。女性初の日本美術院同人。上村松園・片岡球子と並ぶ日本を代表する女性画家の一人。
代表作品に「O夫人坐像」「小女」「浴女」など。

## 経歴
現在の滋賀県大津市中央に生まれる。1913年、滋賀県立大津高等女学校（現在の滋賀県立大津高等学校）を卒業後、1913年、奈良女子高等師範学校（現在の奈良女子大学）国語漢文部に入学。1917年、奈良女子高等師範学校を卒業し、京都第三高等小学校に着任。1919年、椙山高等女学校教諭、1920年、捜真女学校教諭を務める。同年、安田靫彦に師事する。1926年、「胡瓜」が院展に入選。1932年、女性として初めて日本美術院同人に推挙される。1938年、山岡鉄舟門下の小倉鉄樹と結婚し、それ以降は鎌倉に居住した。
1976年、日本芸術院会員。1978年、文化功労者。1980年、上村松園に次いで女性画家2人目となる文化勲章を受賞。1981年、大津市名誉市民。1990年から1996年まで、日本美術院理事長を務めた。1995年、鎌倉市名誉市民。1998年、奈良女子大学初の名誉博士。
2000年7月23日、105歳で死去した。同日、従三位に叙される。戒名は「大梅院天池遊亀大姉」。墓所は鎌倉市浄智寺。
遊亀の作風は1950年頃までは、細密な描写や端正な作品構成が特徴的である。1951年から1965年頃までの作品は、マチスやピカソといった西洋絵画を研究した成果が大胆に取り入れられる。1966年頃から1976年頃までの作品は、円熟期に達した遊亀独自の境地と評される。
奈良女子大学の講堂の緞帳は遊亀の「爛漫」、滋賀県立大津高等学校の体育館の緞帳は「うす霜」という原画によるものである。

## 受賞歴
- 1954年 - 「O夫人坐像」などで第4回上村松園賞[2]
- 1955年 - 「裸婦」（第39回院展出品）で第5回芸術選奨美術部門文部大臣賞[2]
- 1957年 - 「小女」（第41回院展出品）で第8回毎日美術賞[2]
- 1962年 - 「母子」（第46回院展出品）で第18回日本芸術院賞[2]
- 1975年 - 神奈川文化賞[2]
- 1979年 - 滋賀県文化賞[2]
- 1980年 - 文化勲章[2]

## 主な作品
- 浴女（1938年、東京国立近代美術館蔵）
- 受洗を謳う（1936年、滋賀県立近代美術館蔵）
- 観世音菩薩（1941年、滋賀県立近代美術館蔵）
- 舞妓（1969年、京都国立近代美術館蔵）

## 著書
- 画室の中から（1971年、中央公論美術出版）
- 続 画室の中から（1979年、中央公論美術出版）
- 画室のうちそと　（1984年、読売新聞社）